# Ittlingen
Ittlingen ist eine Gemeinde im Kraichgau im Landkreis Heilbronn in Baden-Württemberg. Sie gehört zur Region Heilbronn-Franken und zum Randgebiet der Metropolregion Stuttgart.

## Geographie

### Geographische Lage
Ittlingen liegt im Nordwesten des Landkreises Heilbronn im oberen Tal der Elsenz, etwa 6 km nordnordöstlich von Eppingen und etwa 8 km südsüdöstlich von Sinsheim. In weniger als 50 km Luftlinie liegen die Großstädte Mannheim, Heidelberg, Heilbronn und Karlsruhe mit ihren Ballungsräumen.
Die Elsenz durchläuft das Gemeindegebiet von Süd nach Nord. Außer kleineren Gewässern fließt ihr im flussaufwärtigen Ortsbereich der Sulzbach oder Sulzbachgraben von Weiler im Nordwesten her zu und etwas unterhalb des Dorfes mündet von rechts der zuvor den Ort Bockschaft durchquerende Bockschafter Bach aus dem Seitental Ittlinger Tal. Gegen den Westrand des Gebietes der Gemeinde zu hat sie einen rund 2 km² Anteil am Bannholz, sonst gibt es darin nur kleine Waldinseln. Auf den welligen Hügeln des Kraichgaus dominiert in der offenen Flur der Ackerbau, der durch die Lösssedimentdecken auf einem großen Teil der Fläche begünstigt ist.

### Nachbargemeinden
Nachbarstädte und -gemeinden sind (im Uhrzeigersinn, beginnend im Westen): Sinsheim (Rhein-Neckar-Kreis), Kirchardt und Eppingen. Kirchardt und Eppingen gehören zum Landkreis Heilbronn. Mit Eppingen und der Gemeinde Gemmingen ist Ittlingen die Verwaltungsgemeinschaft Eppingen-Gemmingen-Ittlingen eingegangen.

### Gemeindegliederung
Zu Ittlingen gehören außer dem namengebenden Dorf keine weiteren Ortsteile oder Orte im amtlichen Sinne. Es gibt jedoch drei Siedlungsplätze mit eigenem Namen in Satellitenlage, die Aussiedlerhofgruppe der Forlenhöfe im Westsüdwesten, das Einzelanwesen Friedenshorst flussabwärts an der Elsenz und der Hammberger Hof im untersten Ittlinger Tal.

### Flächenaufteilung
Nach Daten des Statistischen Landesamtes, Stand 2023.

## Geschichte

### Mittelalter
Ittlingen wurde in einer auf das Jahr 773 datierten Urkunde im Lorscher Codex erstmals als Uchlinheim erwähnt. Während der Zeit der Stammesherzogtümer lag der Ort im Herzogtum Franken. Im 12. Jahrhundert trat ein Ortsadliger (Herren von Ucklingen) auf, über den heute jedoch fast nichts mehr bekannt ist. Im 13. und 14. Jahrhundert hatten die Grafen von Öttingen Rechte in Ittlingen. 1414 erhielt Dietrich von Gemmingen die Hälfte von Ittlingen als Lehen, die andere Hälfte kaufte er. Die Herren von Gemmingen (Linien zu Gemmingen und zu Michelfeld) besaßen Ittlingen also zur Hälfte als Allodbesitz, zur Hälfte als Lehen der Grafen von Öttingen.

### Frühe Neuzeit
Nach dem Aussterben der Gemmingen-Michelfeld traten ab 1616 die Grecken von Kochendorf als Mitortsherren auf, nach deren Aussterben 1749 die Gemmingen-Hornberg. 1806 kam Ittlingen zum Großherzogtum Baden und wurde 1813 dem Bezirksamt Eppingen zugewiesen.

### 20. und 21. Jahrhundert
1924 gelangte Ittlingen zum Bezirksamt Sinsheim, aus dem 1939 der gleichnamige Landkreis hervorging. 1939 wurden 1152 Einwohner in Ittlingen gezählt, Ende 1945 waren es 1409.
Nach dem Zweiten Weltkrieg gehörte Ittlingen zum Land Württemberg-Baden, das 1945 in der Amerikanischen Besatzungszone gegründet worden war. Seit 1952 ist die Gemeinde Teil des neuen Bundeslandes Baden-Württemberg.
In der Nachkriegszeit wandelte sich der einst landwirtschaftlich geprägte Ort zu einer Arbeiterwohngemeinde, wofür mehrere Neubaugebiete erschlossen wurden. Auch einzelne Gewerbebetriebe siedelten sich an. Wegen der zu Beginn des Jahres Jahre 1973 durchgeführten Kreisreform in Baden-Württemberg kam Ittlingen vom aufgelösten Landkreis Sinsheim zum Landkreis Heilbronn. Im Jahr 1987 begann ein umfangreiches Sanierungsprogramm für die Ortsmitte, mit dem insbesondere der Bereich um die Kirche und das Bürgerhaus aufgewertet wurde. Das Sanierungsprogramm wurde im Juli 2006 offiziell abgeschlossen.

### Religionen
In Ittlingen gibt es eine evangelische, eine katholische, eine freikirchliche und eine neuapostolische Kirchengemeinde. Der Großteil der Ittlinger Bevölkerung ist evangelisch.

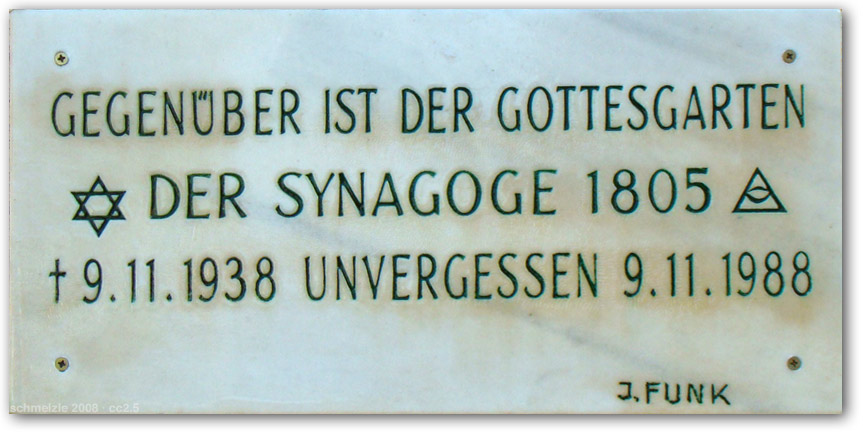
Synagogengedenkstein

Die Jüdische Gemeinde Ittlingen ist bereits seit dem 17. Jahrhundert nachgewiesen, da die Herren von Gemmingen und die Grecken nach dem Dreißigjährigen Krieg verstärkt Juden im Ort aufnahmen, wo zuvor nur einzelne Juden gewohnt hatten. 1722 werden fünf jüdische Familien genannt, deren Zahl sich bis 1795 auf 15 erhöhte. Eine Synagoge bestand spätestens seit 1686 und wurde 1805 durch einen Synagogenneubau in der Mühlgasse ersetzt. Um 1850 hatte die jüdische Gemeinde mit knapp 180 Personen ihren höchsten Mitgliederstand, der jedoch in den Folgejahren durch Ab- und Auswanderung stark rückläufig wurde. Seit 1887 bestand der Jüdische Friedhof Ittlingen. 1933 zählte die jüdische Gemeinde noch 37 Personen, von denen mehr als die Hälfte bis 1938 in die USA auswanderten. Die Synagoge in der Mühlgasse wurde während der Novemberpogrome 1938 verwüstet, anschließend abgebrochen und das Gelände seitdem als Garten genutzt. Von den letzten acht Ittlinger Juden, die im Oktober 1940 in das Camp de Gurs deportiert wurden, ist nur ein Überlebender bekannt. Seit 1988 erinnert eine Gedenktafel an die einstige Synagoge.

## Politik

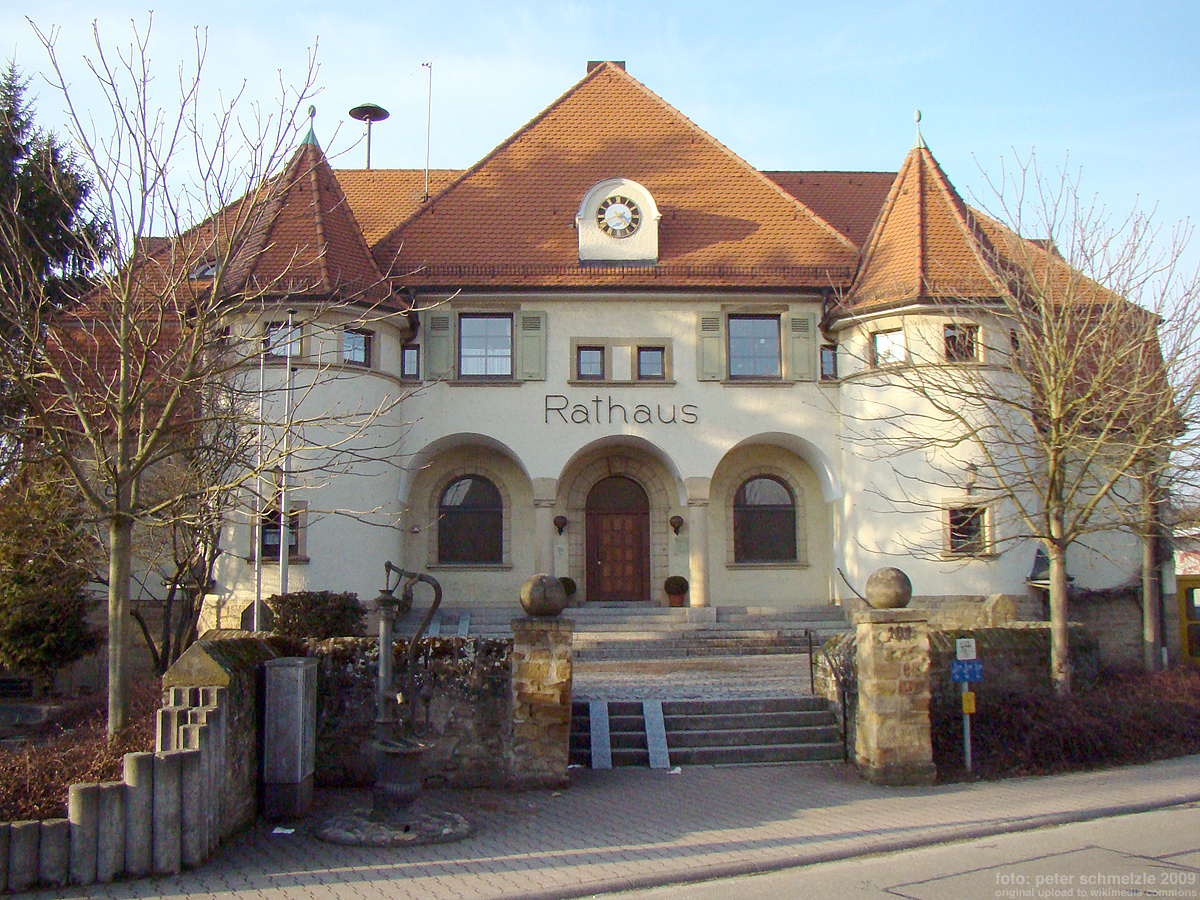
Rathaus

### Gemeinderat
Der Gemeinderat Ittlingens hat 12 Sitze. Er besteht aus den gewählten ehrenamtlichen Gemeinderäten und dem Bürgermeister als Vorsitzendem. Der Bürgermeister ist im Gemeinderat stimmberechtigt. 
Die Kommunalwahl am 9. Juni 2024 führte zu folgendem Endergebnis.
- Liste Freier Wähler: Stimmenanteil 63,21 %, 8 Sitze, (2019: 64,1 %, 8 Sitze)
- Frauen im Gemeinderat: Stimmenanteil 36,79 %, 4 Sitze (2019: 35,9 %, 4 Sitze)

### Bürgermeister
- 1985–2017: Achim Heck
- seit 2017: Kai Kohlenberger

### Wappen und Flagge
Die Blasonierung des Ittlinger Wappens lautet: In Blau zwei goldene Balken, belegt mit einem roten Herzschild, darin eine gestürzte goldene Pflugschar. Die Flagge der Gemeinde ist Gelb-Blau.
Das 1910 vom Generallandesarchiv in Karlsruhe vorgeschlagene Ittlinger Wappen zeigt die blau-goldenen Farben der Herren von Gemmingen, der Ortsbesitzer von 1355 bis 1806. Zur Unterscheidung vom Gemmingenschen Wappen dient der Herzschild mit der auf die Landwirtschaft verweisenden Pflugschar. Die aus den Wappenfarben abgeleitete Flagge wurde Ittlingen am 1. Oktober 1980 vom Landratsamt des Landkreises Heilbronn verliehen.

## Sehenswürdigkeiten

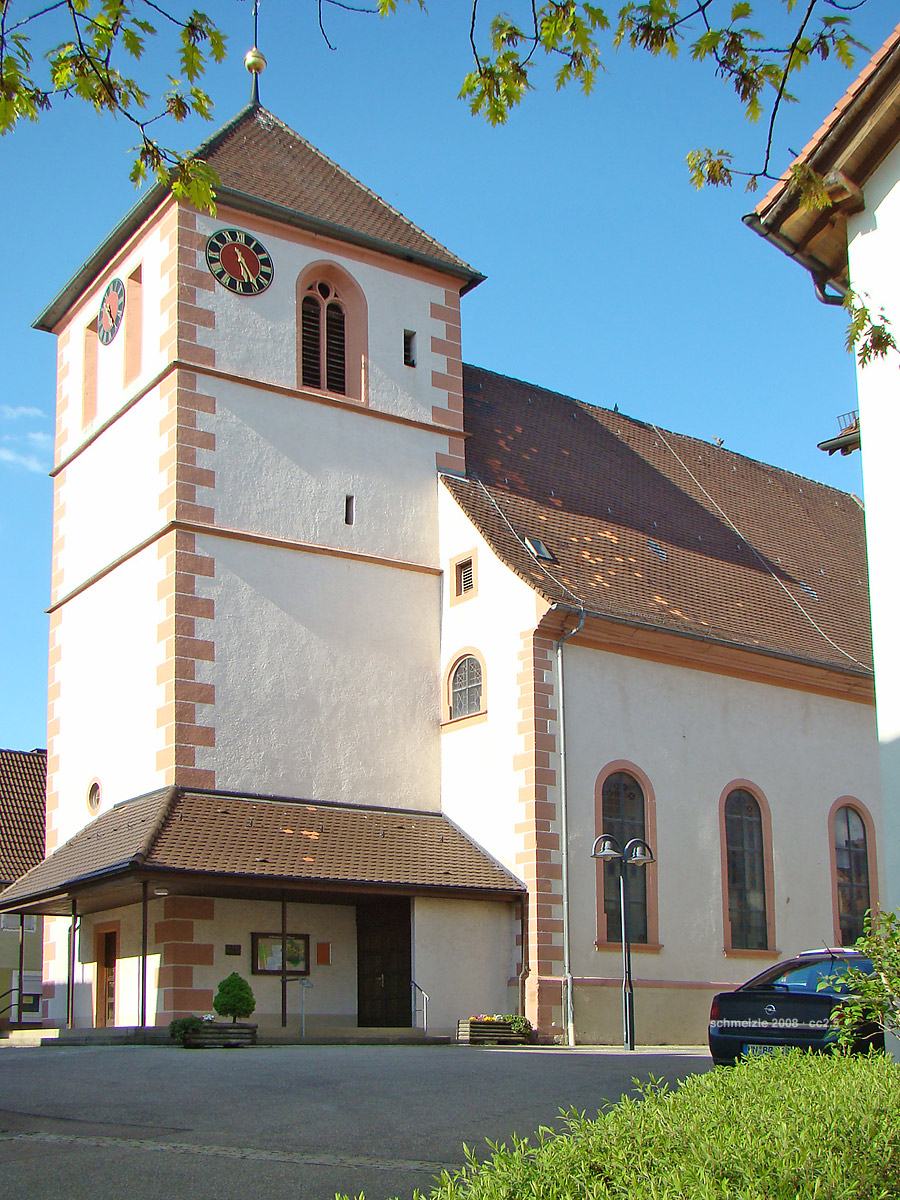
Evangelische Kirche

- Die Evangelische Kirche im Nordosten des Ortskerns wurde 1732 errichtet und 1828 zu ihrer heutigen Gestalt erweitert. Sie geht auf eine als Wehrkirche erbaute Chorturmkirche aus dem 13. Jahrhundert zurück. Ein Inschriftenstein über dem westlichen Seitenportal erinnert an den Neubau von 1732. Die Kirche wurde 1988 renoviert. Bei ihr befindet sich das Bürgerhaus.
- Die katholische Kirche St. Michael und die Neuapostolische Kirche des Ortes sind schlichte Bauten aus der zweiten Hälfte des 20. Jahrhunderts.

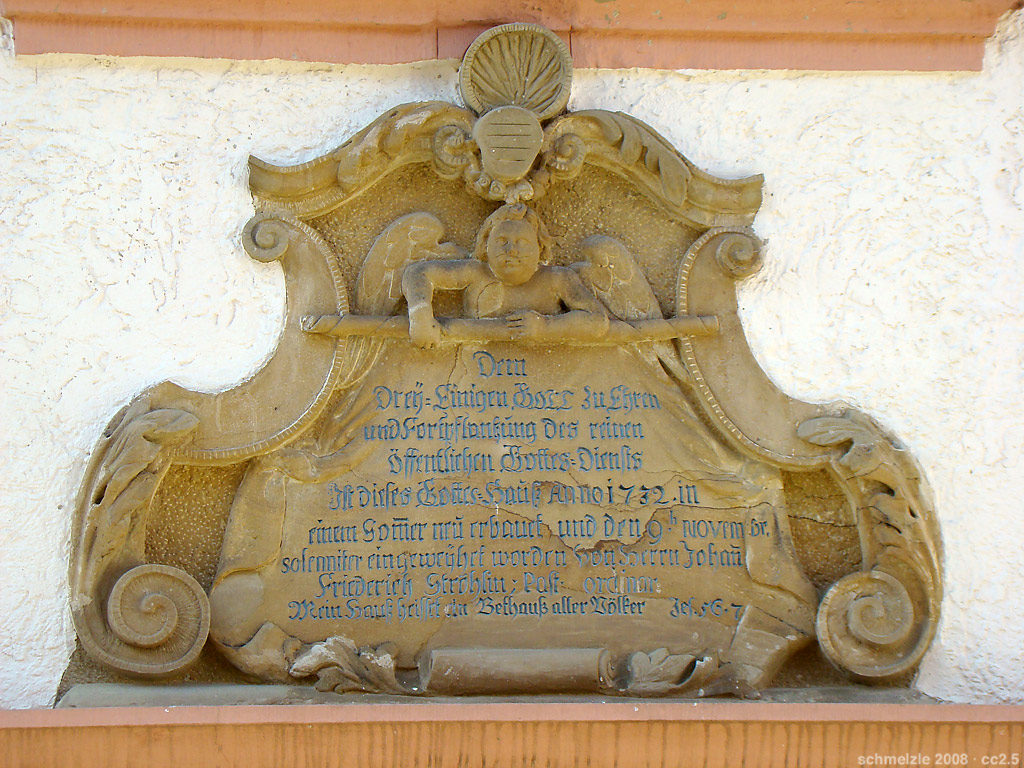
Evangelische Kirche, Westportal
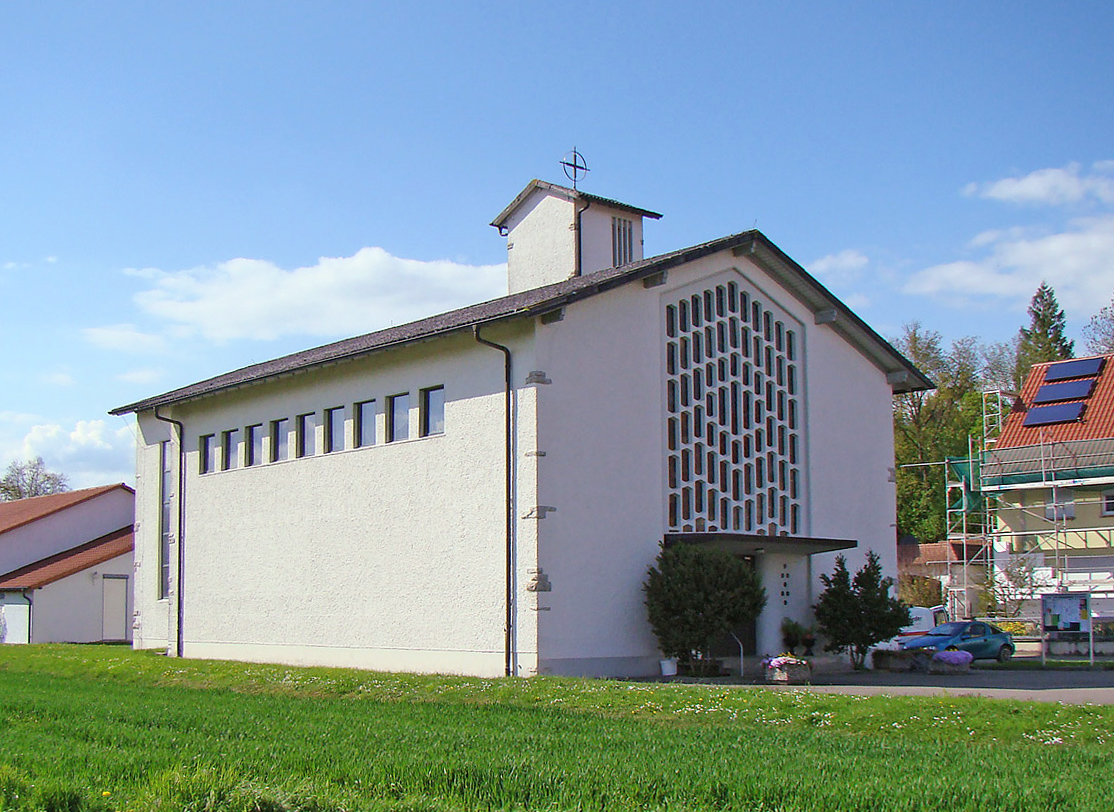
Katholische Kirche
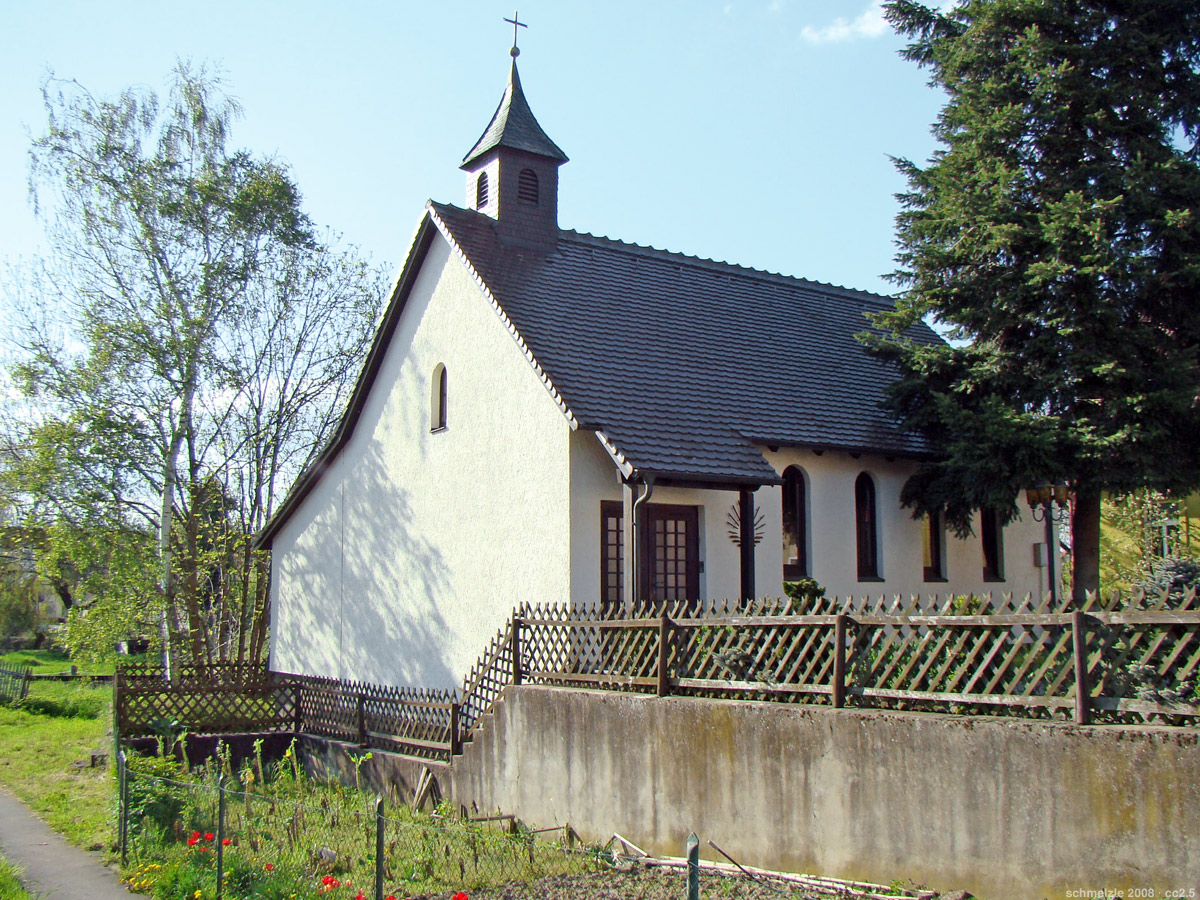
Neuapostolische Kirche

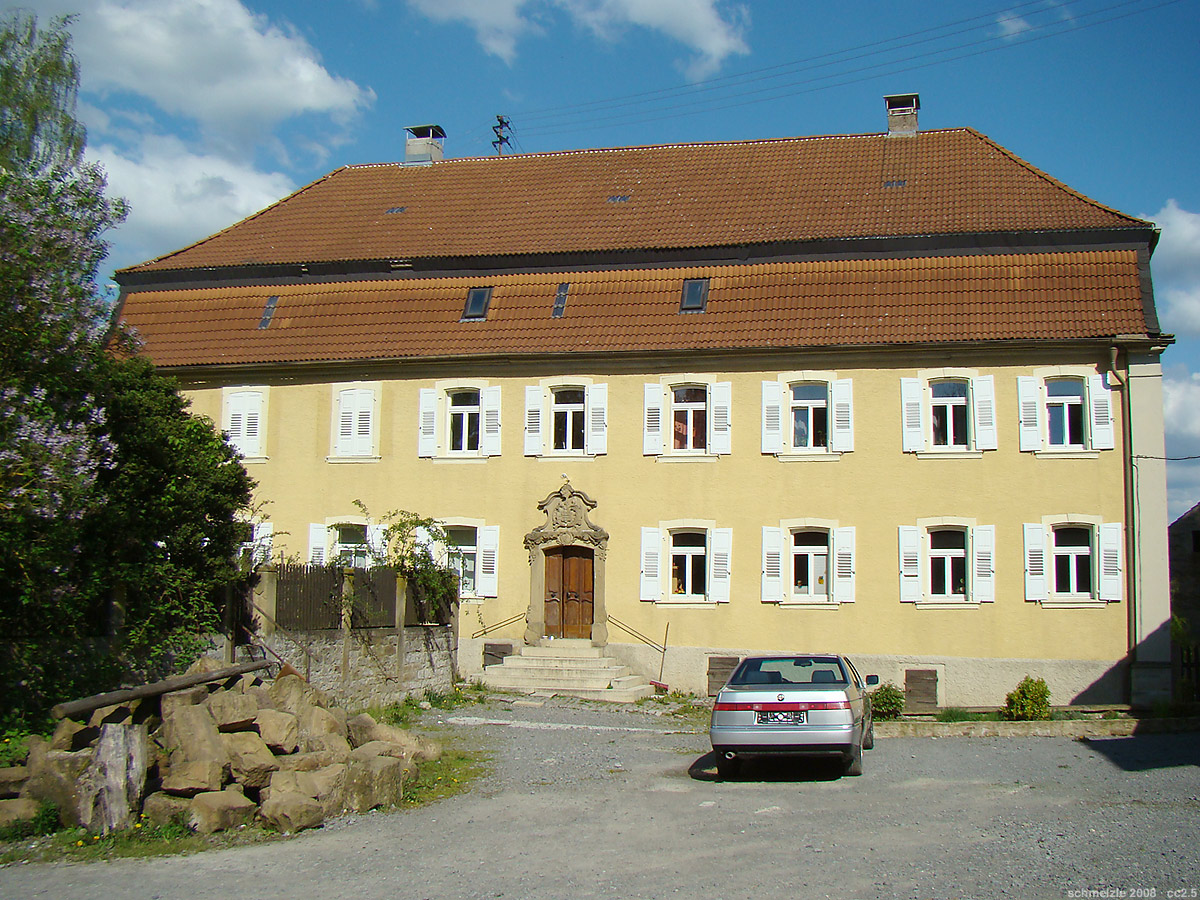
Herrenhaus

- Das Schloss Ittlingen am Bauberg südwestlich der Ortsmitte geht im Kern auf das Herrenhaus des unter den Herren von Gemmingen 1577 erbauten Bauhofs zurück. Das Gewölbe der Kellertür an der Nordseite des Gebäudes ist mit dem Baujahr datiert, darüber befindet sich ein schmuckvoller Wappenstein. Das Portal an der Westfassade des Gebäudes weist weiteren Bauschmuck auf. Das zu Wohnzwecken genutzte Schloss ist von historischen Wirtschaftsgebäuden umgeben.

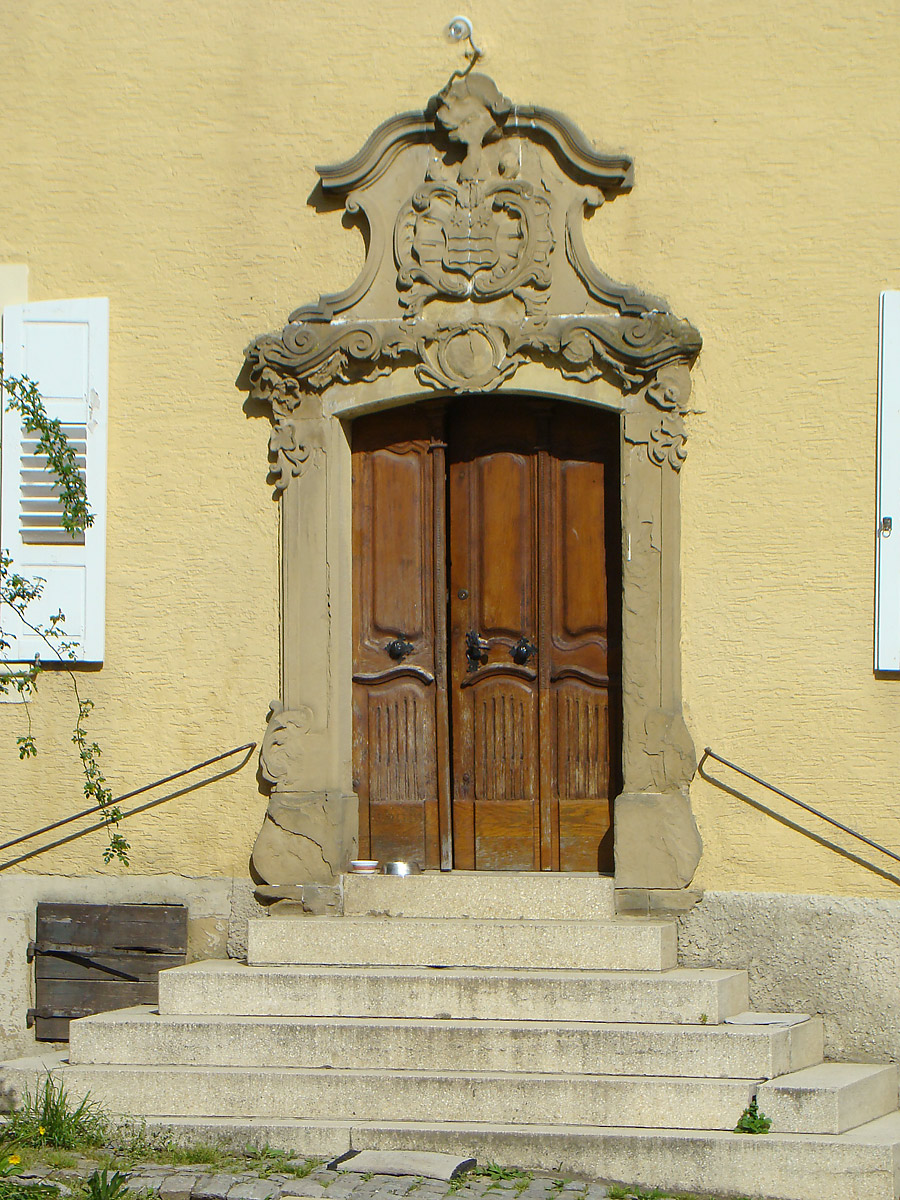
Herrenhaus, Portal
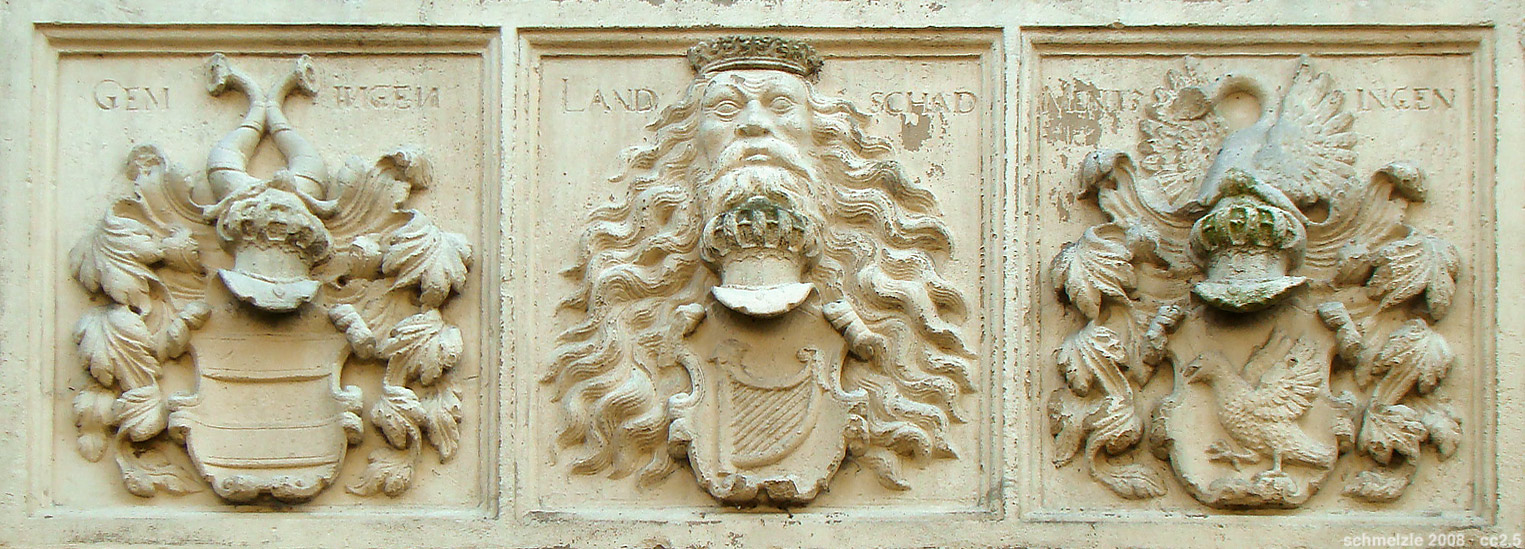
Herrenhaus, Wappenstein

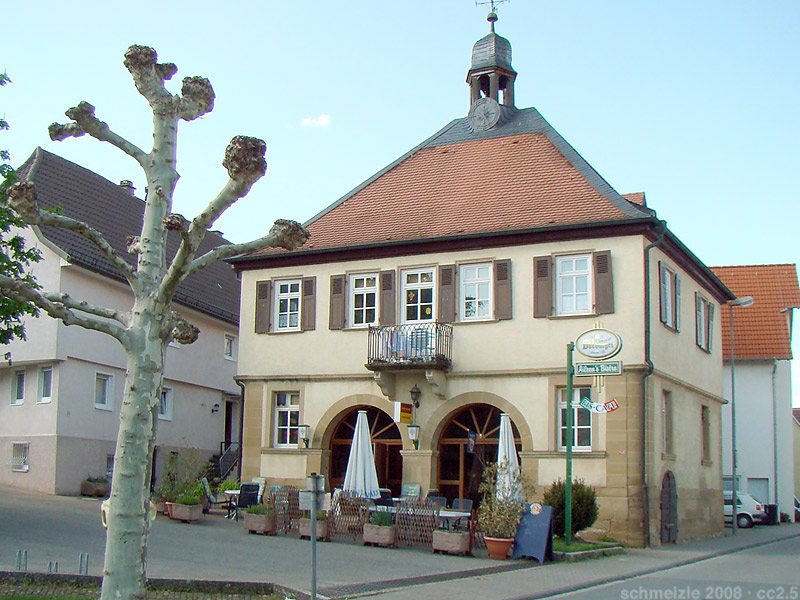
Altes Rathaus

- Neben dem heutigen Rathaus am nordöstlichen Ende des Ortskerns, das als Schulhaus im Stil eines Jagdschlosses mit zwei Rundtürmen zu den Seiten der Hauptfassade erbaut und 1976 zum Rathaus umgebaut wurde, ist in der Ortsmitte noch das Alte Rathaus aus dem frühen 19. Jahrhundert nach Plänen des Architekten Weis aus Karlsruhe erhalten.
- Beim Rathaus, auf dem Friedhof sowie am Südende der Hauptstraße befinden sich verschiedene Kriegerdenkmale.
- Der Jüdische Friedhof Ittlingen in der Bergstraße wurde 1887 angelegt.
- In der Ortsmitte hat sich eine große Zahl historischer Gebäude erhalten, darunter zahlreiche Fachwerkhäuser und historische Wirtschaftsgebäude mit teils denkmalgeschützten Galerien.

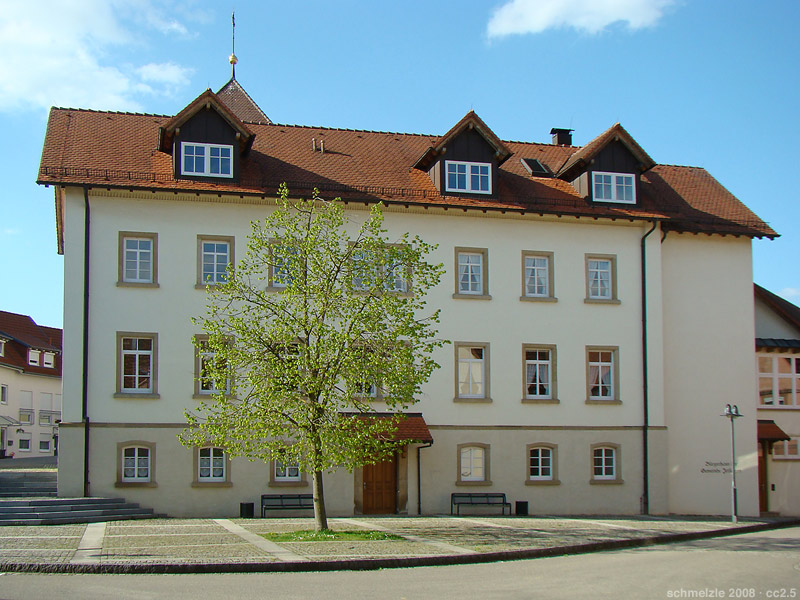
Bürgerhaus
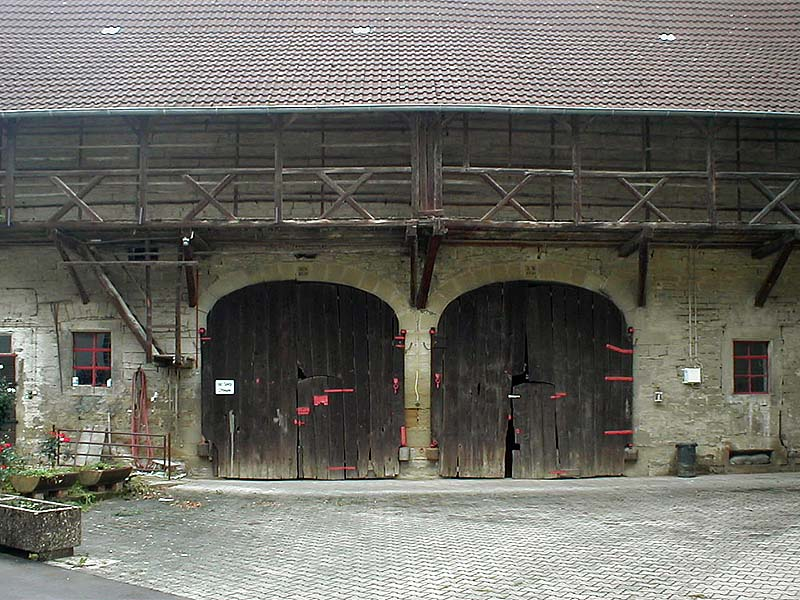
Scheune von 1854
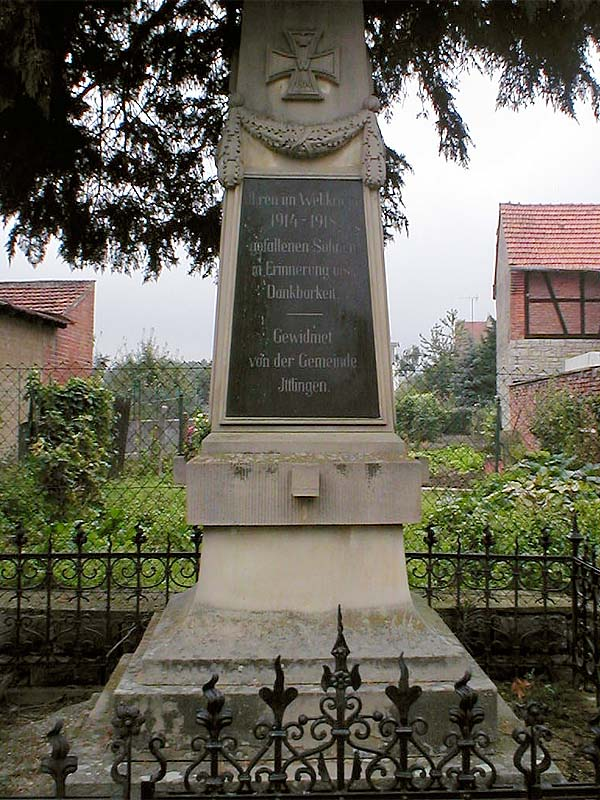
Kriegerdenkmal

## Wirtschaft und Infrastruktur

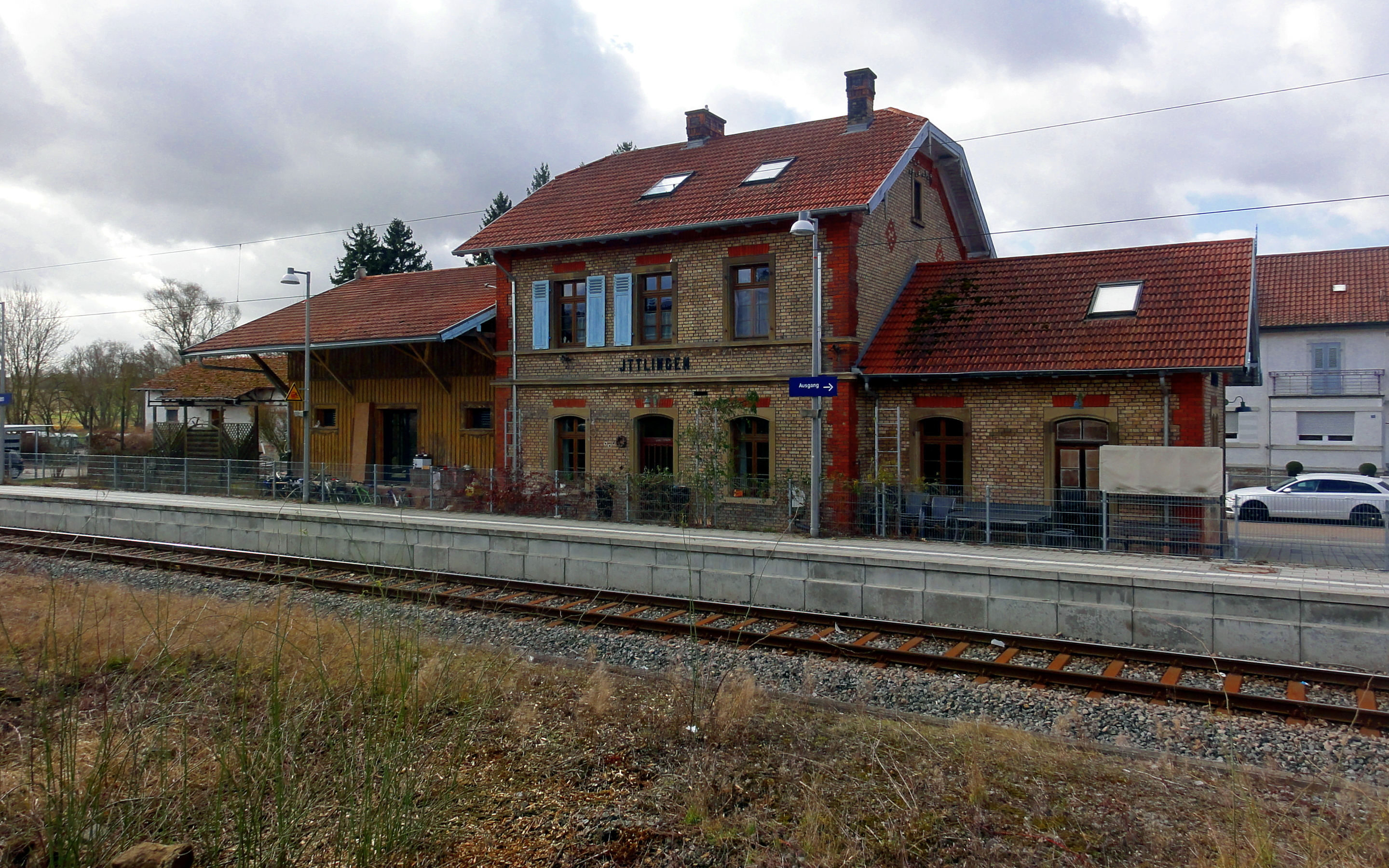
Haltepunkt von Ittlingen

Ittlingen ist eine ländlich geprägte Wohngemeinde mit einigen mittelständischen und handwerklichen Gewerbebetrieben. Im Osten der Gemeinde wird in einem großen Steinbruch Muschelkalk abgebaut, der hauptsächlich für Baustoffgemische verwendet wird.

### Verkehr
Etwa 4 km von Ittlingen entfernt befindet sich die Autobahnanschlussstelle Sinsheim-Steinsfurt der Bundesautobahn 6.
Der Haltepunkt Ittlingen liegt an der 1900 eröffneten, seit 2009 elektrifizierten Bahnstrecke Steinsfurt–Eppingen. Die Strecke wird stündlich von der Linie S 5 der S-Bahn RheinNeckar bedient. Das Ittlinger Bahnhofsgebäude befindet sich in Privatbesitz.

### Medien
Über das Geschehen in Ittlingen berichten die Tageszeitungen Rhein-Neckar-Zeitung und Kraichgau Stimme, eine Nebenausgabe der Heilbronner Stimme.

## Söhne und Töchter der Gemeinde
- Johann Philipp Adam Greck von Kochendorf (1699–1735), Kammerjunker beim Baden-Durlachschen Erbprinzen Friedrich und Ortsherr in Kochendorf
- Kurt Wimpfheimer (1915–2013), deutsch-amerikanischer Professor und Autor
- Helge Schwab (* 1971), Offizier, Politiker, Mitglied des rheinland-pfälzischen Landtags